# Громади УГКЦ на Луганщині
Громади УГКЦ на Луганщині — парафії, які об'єднують вірян Донецького екзархату Української греко-католицької церкви у Луганській області. 

## Історія

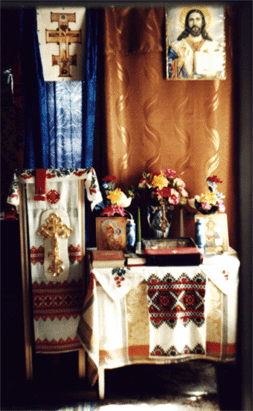
Греко-католицька каплиця, заснована у 1970-х роках Г. Цимбалом (Луганська область)

З’ясувати питання, чи були серед переселенців до Луганського краю у XIX ст. греко-католики, вкрай важко. Оскільки в землях, що увійшли до складу Російської імперії внаслідок поділу Польщі, унія була скасована 1839 року, обліку вірних греко-католицької церкви в краї не велося. 
З більшою впевненістю можна стверджувати те, що на Донбасі українські католики грецького обряду з’явилися близько 1945 року, після приєднання Західної України до Радянського Союзу уряд розпочав масштабну акцію з депортації галичан в інші регіони країни. Кілька тисяч жителів західноукраїнських областей переселилося до Ворошиловградською області (нині Луганська область. Віряни приїжджали разом зі своїм церковним майном, яке, однак, одразу конфіскувалося й передавалося зареєстрованим православним громадам.
Висока релігійність галичан часто завдавала місцевій владі неабиякі клопоти. Наприклад, на півночі області (у тодішніх Покровському і Лозно-Олександрівському районах) переселенці з Галичини рішуче відмовилися вселятися в щойно збудовані для них будинки до їхнього освячення. Окрім того, вони вимагали призначити їм священнослужителя. Райвиконкоми змушені були піти на поступки вірянам і дозволити священику найближчої православної церкви, яка перебувала в Харківській області, здійснювати для них треби.
Водночас проти греко-католицької віри була розгорнута винищувальна війна. У 1946 році Українська греко-католицька церква (УГКЦ) була ліквідована. Частина уніатів змушена була заснувати підпільні (катакомбні) громади. Одна з них діяла у селищі Урало-Кавказ Краснодонського району. Нею таємно опікувався греко-католицький священик, який оселився в сусідній Ростовській області (Росія). Попри те, що у греко-католицької церкви не було на сході України організаційних структур, за винятком кількох нечисленних підпільних груп, влада охарактеризовувала УГКЦ виключно як «найнебезпечніше в церковно-суспільному відношенні церковне угруповання в області». 
Не маючи власного духовенства, частина католиків грецького обряду наверталася до православ'я. Так учинили греко-католики Урало-Кавказу після смерті свого священика на початку 1960-х років. Щоправда згодом вони знову перейшли на нелегальне становище, здійснюючи обряди без участі священнослужителів. 
Історія УГКЦ у Луганській області нерозривно пов'язана з іменем священика Григорія Цимбала, в’язня сумління, який за свої релігійні переконання провів у засланні 15 років. У мордовських таборах він познайомився з митрополитом Львівським Йосифом Сліпим. Владика спеціально для вихідців із Донбасу заснував таємні богословські студії підпільної греко-католицької духовної семінарії.

## Сучасна доба
Лібералізація радянської політики щодо релігії сприяла відродженню Української греко-католицької церкви. Улітку 1992 року в область приїхали греко-католицькі священики з Борислава та Дрогобича. Вони зустрілися з Григорієм Цимбалом і спільно провели молебень на шахті «Суходольська» за загиблими внаслідок аварії шахтарями. В обласному центрі на вул. Баумана, 35, була заснована церква в ім'я Царя Христа. Громада УГКЦ, яку тимчасово окормляв о. Григорій, була зареєстрована 20 серпня 1992 року. У Красному Лучі греко-католицька громада була зареєстрована 2 липня 1997 року.
Від 1996 року громади УГКЦ області підпорядковувалися екзарху Києво-Вишгородської єпархії Любомиру Гузару, згодом єпископам Михайлу Колтуну й Василю Медвіту.
| № | Назва       | Адреса           | Координати                                                              | Парох             | Телефон                   | Примітка |
| - | ----------- | ---------------- | ----------------------------------------------------------------------- | ----------------- | ------------------------- | -------- |
| 1 | Царя Христа | вул. Баумана, 35 | 48°34′03″ пн. ш. 39°22′39″ сх. д. / 48.567513° пн. ш. 39.377371° сх. д. | о. Михайло Ющишин | 642-41-01-41 95-184-69-30 |          |